# Rogóźno
Rogóźno (deutsch Roggenhausen) ist ein Dorf im Powiat Grudziądzki der Woiwodschaft Kujawien-Pommern in Polen. Es ist Sitz der gleichnamigen Landgemeinde mit etwa 4200 Einwohnern.

## Geographische Lage
Das Dorf liegt im ehemaligen Westpreußen, im Kulmer Land, an der Osa (Ossa), etwa sechs Kilometer nordöstlich der Stadt Grudziądz (Graudenz) und 15 Kilometer südöstlich der Stadt Gardeja (Garnsee).

## Geschichte

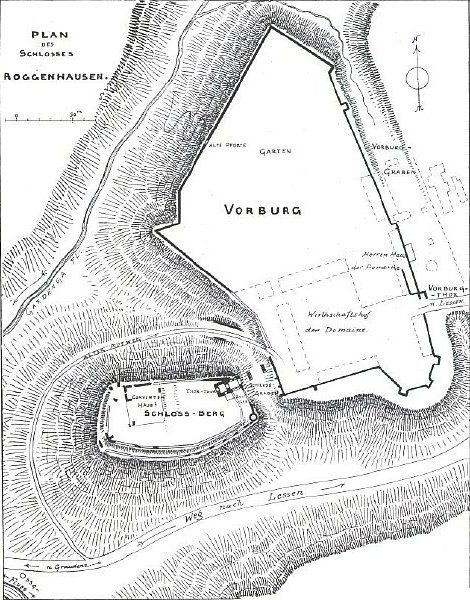
Plan des Schlosses Roggenhausen, erstellt von Conrad Steinbrecht (1849–1923)

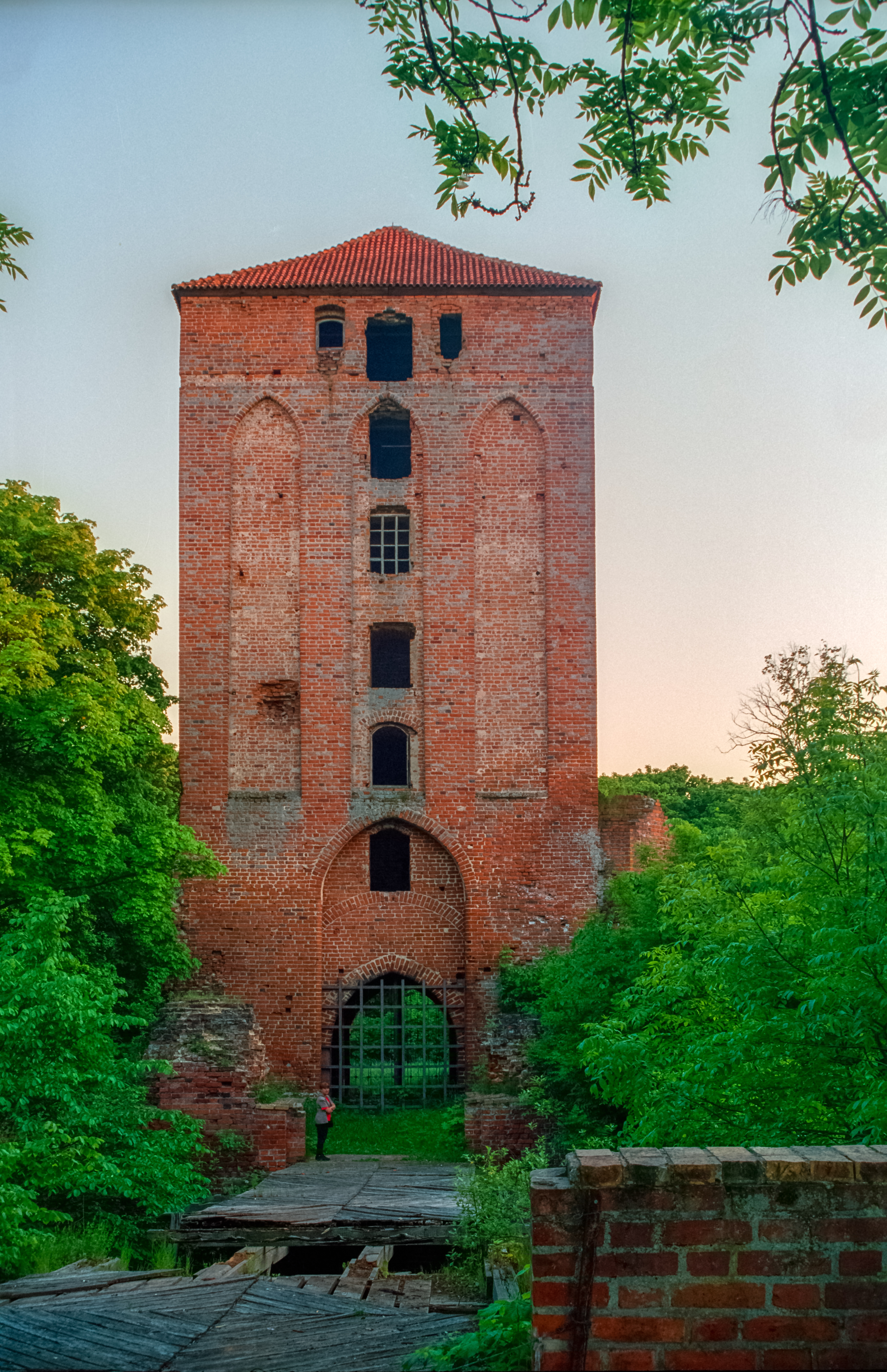
Ruine der Ordensburg

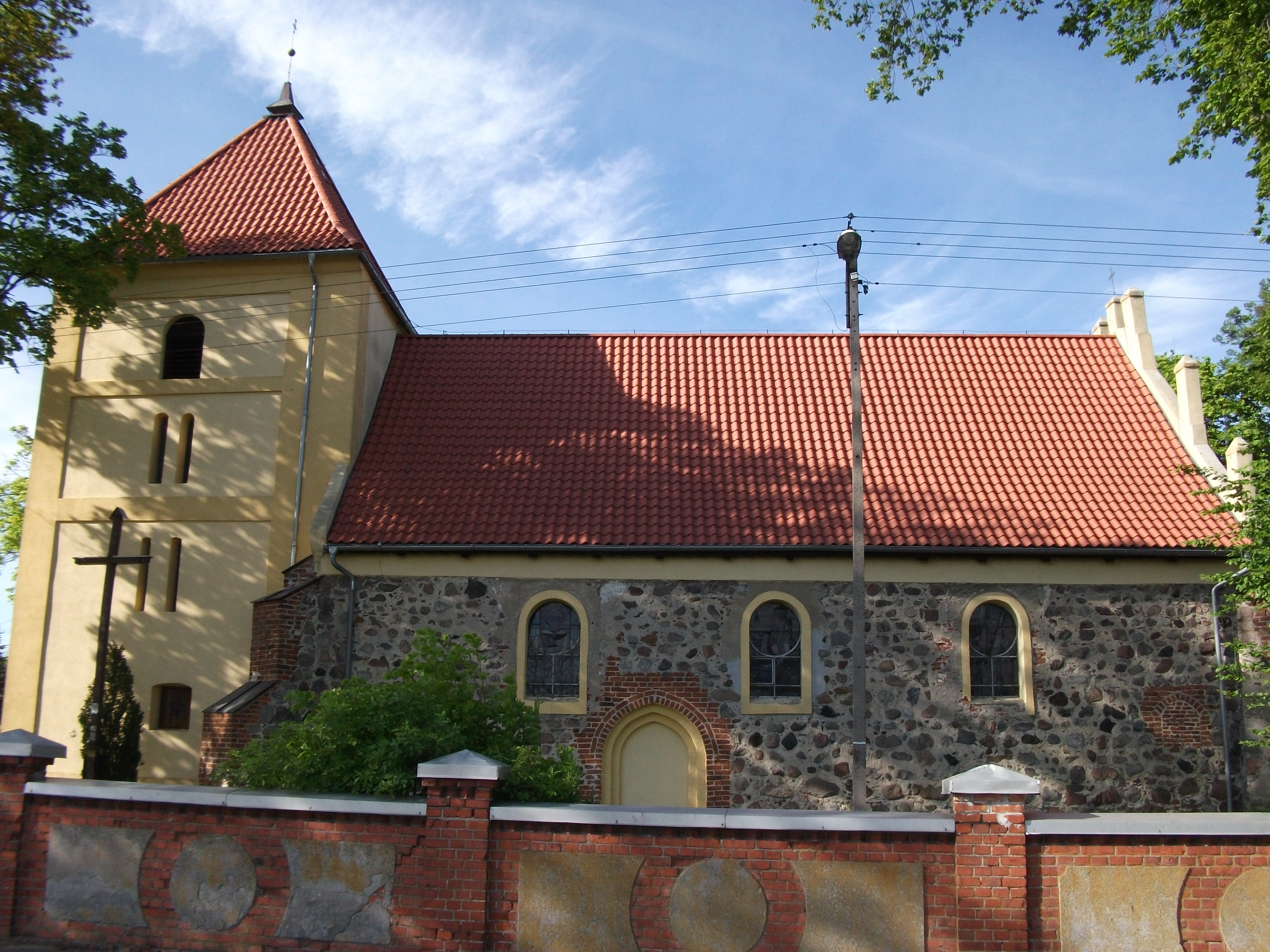
Katholische Dorfkirche

Im Jahr 1293 erbaute der Deutsche Orden auf einem Hügel in unmittelbarer Nähe des heutigen Dorfs die Ordensburg Roggenhausen. Zur Zeit des Ordens wurde die Ortschaft Groß-Rogis genannt.
Die polnische Armee nahm die Burg 1410 und 1414 kurzzeitig ein. Während des 13-jährigen Krieges wurde die Burg von der Preußischen Union besetzt und nach Abschluss des Zweiten Friedens von Thorn 1466 an Polen restauriert und nach Kriegsschäden renoviert. Sie wurde zum Hauptquartier der Staroste, ab 1590 dann Sitz der königlichen Verwalter. Infolge der Zerstörung während der polnisch-schwedischen Kriege im siebzehnten Jahrhundert begann die Burg zu verfallen, und im Jahr 1772 wurde sie bis auf den Bergfried abgerissen. Die Ziegelsteine wurden zum Bau einer Festung in Graudenz verwendet.
Im 19. Jahrhundert war Roggenhausen das größte Dorf im Landkreis Graudenz. Etwas unterhalb des ehemaligen Burgstandortes in Roggenhausen entwickelte sich ein Schloss Roggenhausen, Vorderschloss genannt. Es war kein konventionelles Rittergut, sondern auf der Gemarkung der Gemeinde eine königliche Domäne. Dies war zu Beginn in der Hand von zwei bürgerlichen Amtsleuten, dann über Generationen bei der briefadeligen Familie von Kries. Ein Vertreter Adolf von Kries-Osterwitt (1808–1899), der als Pächter agierte. Dann folgte dessen Sohn Fritz von Kries (1843–1876). Die jüngste Tochter wurde Autorin und nannte sich Gerda von Kries-Roggenhausen (1901–1972). Auch der Sohn, der spätere Professor Johannes von Kries wurde in Roggenhausen geboren. Dies trifft ebenso für seine beiden jüngsten Brüder, dem Juristen und Professor August von Kries, und dem späteren kgl. preuß. Geheimen Regierungsrat Ernst von Kries, zu. Letzter Vertreter, wohl bis 1921, der Familie vor Ort war der Pächter der Kgl. Domäne Schloss Roggenhausen Friedrich von Kries (1853–1934), verheiratet mit Gertrud von Dechend. Ihre neun Kinder sind bis 1899 alle in Roggenhausen geboren und wurden Diplomaten und vor allem Militärs; die Töchter heirateten Juristen und Offiziere. 1912 hatte das Dorf Roggenhausen mit einem eigenen Gut eine Fläche von 218 ha sowie weitere Gemarkungsteile von 105 und 149 ha. Die Domäne ist mit 635 ha ausgewiesen.
Nach dem Ersten Weltkrieg wurde Roggenhausen Teil Polens und in Rogóźno umbenannt. In Folge des deutschen Überfalls auf Polen gehörte Roggenhausen 1939–1945 völkerrechtswidrig zum Landkreis Graudenz im Regierungsbezirk Marienwerder der Provinz Danzig-Westpreußen.
Gegen Ende des Zweiten Weltkriegs befreite im Frühjahr 1945 die Rote Armee die Region.

## Gemeinde
Zur Landgemeinde (gmina wiejska) Rogóźno gehören elf Dörfer mit einem Schulzenamt und weitere Ortschaften.

## Persönlichkeiten: Söhne und Töchter des Ortes
- Johannes von Kries (1853–1928), deutscher Physiologe und Hochschullehrer
- Friedrich Proell (1881–1963), deutscher Arzt, Zahnarzt und Hochschullehrer